# Adolf Paschen
Adolf Paschen (* 1856; † 1925) war ein deutscher Vizeadmiral der Kaiserlichen Marine.

## Leben
Adolf Paschen trat am 18. April 1872 in die Kaiserliche Marine ein, wurde mit Patent zum 16. November 1880 Leutnant zur See und war im gleichen Jahr Adjutant bei der I. Werftdivision. Am 2. August 1882 stellte er als Kommandant das Torpedoboot Scharf in den Dienst. Am 15. November 1888 zum Kapitänleutnant befördert war er 1891 Führer der 5. Kompanie der I. Werftdivision.
Als Korvettenkapitän war er von September 1896 bis 1. Oktober 1898 Kommandant der Mücke. Später wurde er Chef der Panzerkanonenbootsdivision Danzig.
Ab dem 24. Februar 1901 war er als Fregattenkapitän Kommandant der Hansa und wurde in dieser Position zum Kapitän zur See befördert. Am 10. Dezember 1902 gab er das Kommando ab. Anschließend war er bis 1904 Chef des Stabes der Marinestation der Nordsee. Von September 1904 bis September 1906 war er Kommandant der Mecklenburg. Anschließend wurde er Zweiter Admiral des II. Geschwaders der Aktiven Schlachtflotte. 1907 wurde er zum Konteradmiral befördert. Vom 13. März 1909 bis 12. September 1911 war er Direktor des Allgemeinen Marinedepartements im Reichsmarineamt. Am 27. Januar 1910 wurde er Vizeadmiral. Anschließend schied er aus der Marine aus.
1902 und 1903 hatte Georg Alexander von Müller eine Einschätzung von Paschen erstellt, welche später im Marinekabinett bei der Stellenbesetzung eine Rolle spielte. Müller gab an, dass Paschen eine große Eitelkeit besitze und dass sein Kommandierung mit Vorsicht vorgenommen werden sollte. Aufgrund seiner fachlichen Leistung blieb er aber in den Positionen.